# Epidemiens ekko
|  | Denne artikel er oprettet af botten Steenthbot ud fra en ekstern database. Den kan derfor have sproglige fejl eller mangler. Denne skabelon kan fjernes efter kontrol af indholdet. |

Epidemiens ekko er en dansk spillefilm fra 2020 instrueret af Niels Frandsen.

## Handling
Epidemiens Ekko er en fortælling om søskendeparret Niels og Lisbet, der voksede op i skyggen af den store polio-epidemi i 1952. Polio er en dødelig virus, mange døde, men de fleste overlevede. Niels blev mærket for livet med poliolammelser, og i hans kamp for en normal tilværelse udviklede han en kolossal overlevelseskraft.
Igennem hele livet har Lisbet oplevet, at der var ting hun ikke kunne lige sa° godt som andre. Blev hun ogsa° smittet med polio ... samtidig med Niels?
Epidemiens Ekko handler om, hvordan Niels og Lisbet afdækker et særligt ba°nd imellem sig, grundlagt under polioepidemien, men først erkendt langt op i deres voksne liv. Niels, der i a°rtier har følt sig rask, mærker pludselig, at polioen vender tilbage - i form af nye lammelser, smerter og ulidelig træthed. Det samme mærker hans ellers altid friske og raske søster. For Niels er diagnosen klar: Lisbet lider af post polio. Ingen i familien, ikke engang Lisbet selv, har opdaget, at hun hele livet har levet med polio. Hun havde poliofeberen umiddelbart før Niels, men fik ikke synlige lammelser. Da de var børn passede Lisbet pa° sin lillebror - nu er han den “erfarne”, der støtter sin søster i hendes nye virkelighed som polioramt. Rollerne er byttet om. Undervejs gennemga°r Niels selv en stor personlig erkendelse.